# Дівчата (серіал, 2021)
«Дівчата» — український мінісеріал 2021 року телеканалу «СТБ».

## Сюжет
Серіал розповідає історію трьох подруг — Каті, Віки та Інни. За сюжетом їх об'єднує лише одне — самотність. Дівчата вирішують знайти своє кохання в додатку для знайомств, і вписуються в авантюри.

## Головні ролі
- Анастасія Цимбалару
- Наталка Денисенко
- Ганна Кузіна